# Losse, Landes

Losse este o comună în departamentul Landes din sud-vestul Franței. În 2009 avea o populație de 261 de locuitori.

## Evoluția populației
| An        | 1975 | 1982 | 1990 | 1999 | 2006 | 2009 |
| --------- | ---- | ---- | ---- | ---- | ---- | ---- |
| Populație | 356  | 340  | 347  | 308  | 276  | 261  |